# Hínáros víziboglárka
A hínáros víziboglárka (Ranunculus trichophyllus) a boglárkavirágúak (Ranunculales) rendjébe, ezen belül a boglárkafélék (Ranunculaceae) családjába tartozó faj.

## Előfordulása
A hínáros víziboglárka Európában általánosan elterjedt, de nem mindenütt gyakori. Jelentős területeket ural Ázsiában és Észak-Amerikában is. A nagy víziboglárkához (Ranunculus aquatilis) hasonlóan rendkívül alak gazdag faj, ezért sok esetben nehéz felismerni. További hasonló faj a merev víziboglárka (Ranunculus circinatus), amelynek levelei keskenyebbek, nyél nélküliek, merevek, körben szétterülők. Magyarországon többek közt a Gödöllői-dombság területén él.

## Változatai
- Ranunculus trichophyllus var. kadzusensis (Makino) G.Wiegleb
- Ranunculus trichophyllus var. trichophyllus Chaix

## Megjelenése
A hínáros víziboglárka a nagy víziboglárkához hasonló, de úszó leveleket nem fejleszt. Hajtása 10-15 centiméteres. Levelei finom sallangokra szeldeltek, az alsók nyelesek, szétterülők, a szárazföldi alakok levelei összeesnek vagy mereven szétállnak. A virágok aprók, csupán 7-12 milliméter átmérőjűek. Mézfejtőik keskenyek, a teljesen kinyílt virágokban egymással nem érintkeznek.

## Életmódja
A hínáros víziboglárka tápanyagban gazdag álló- vagy lassan folyó vizek lakója. A virágzási ideje áprilistól július végéig tart.

## Képek

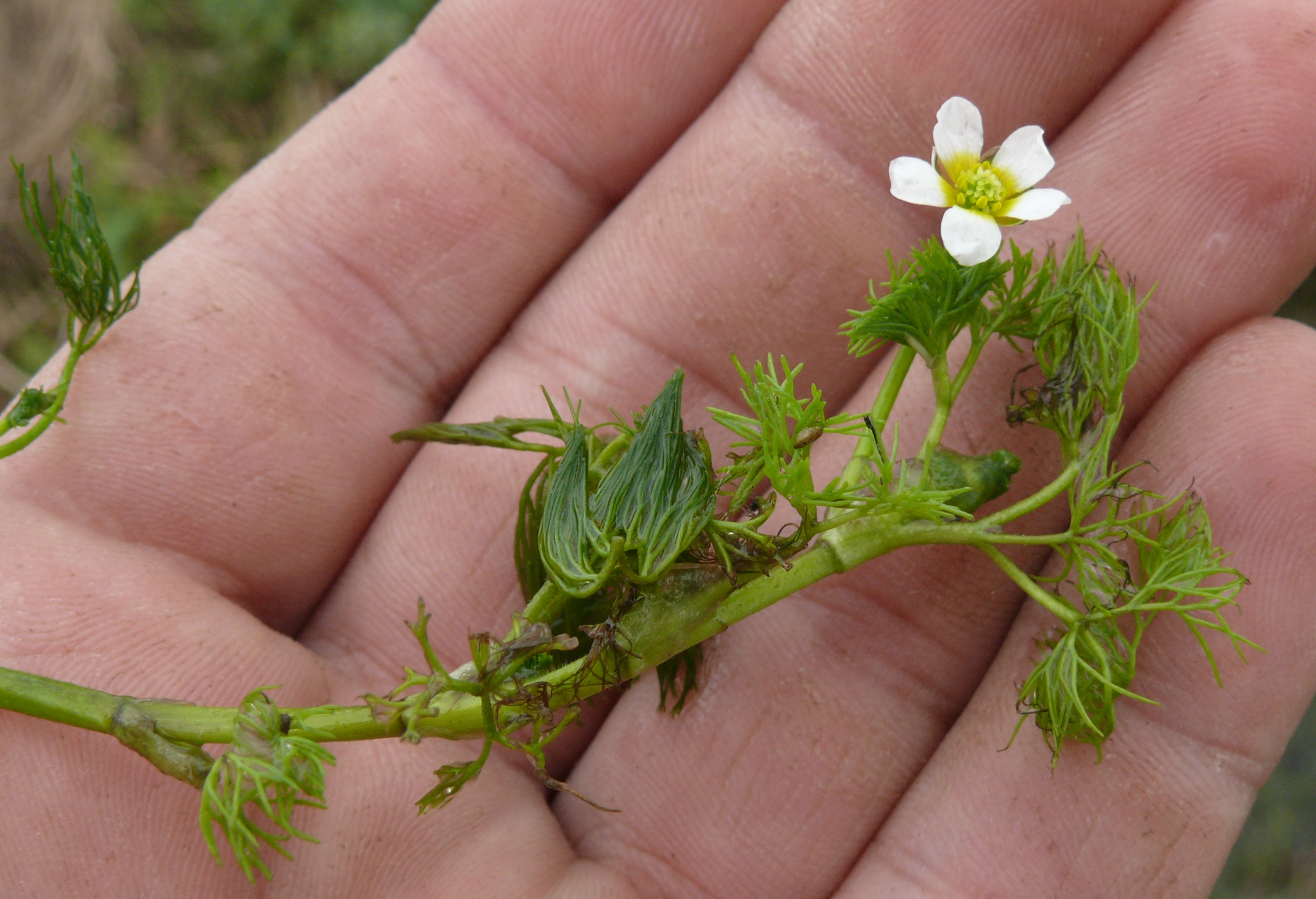
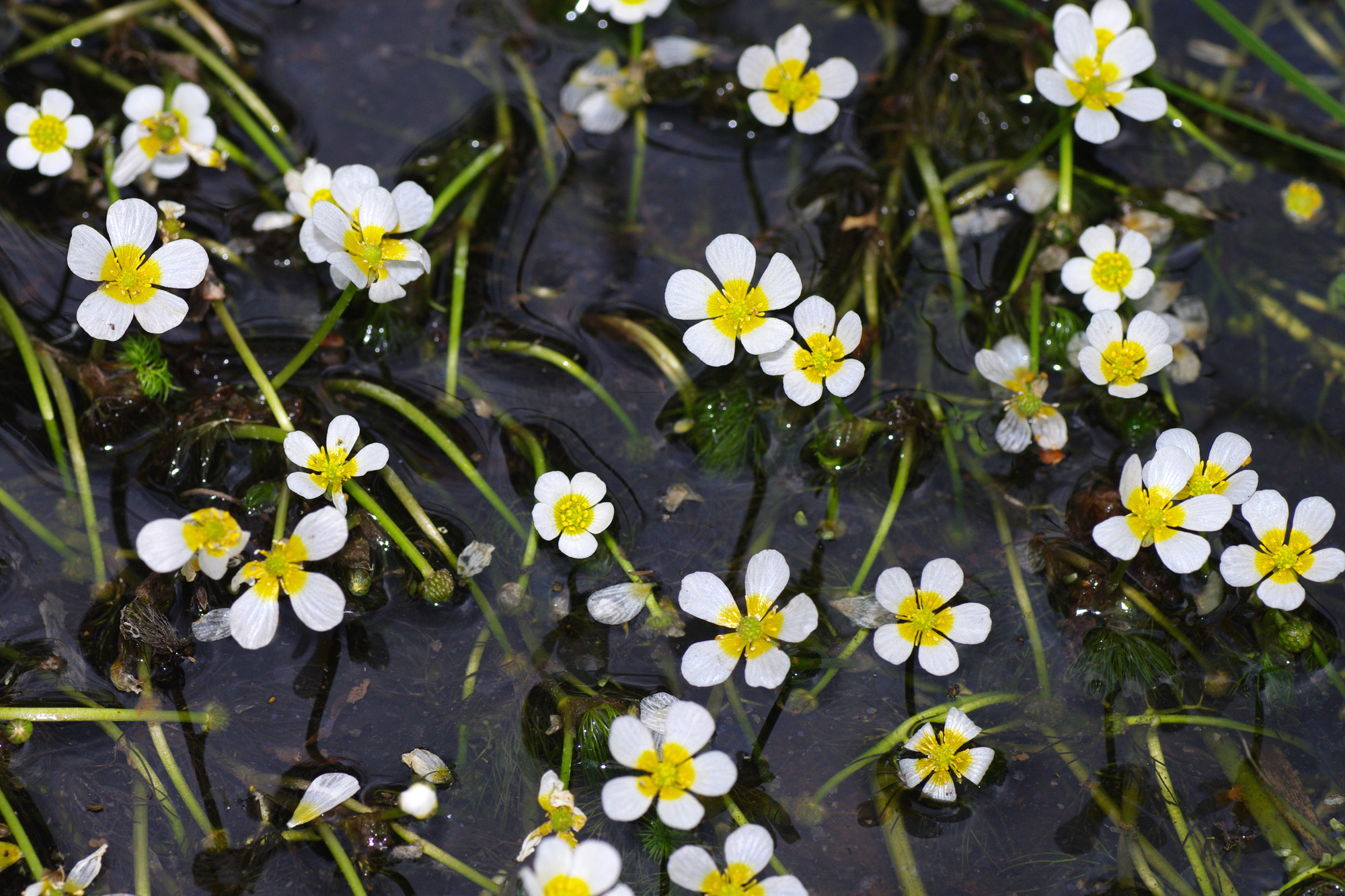
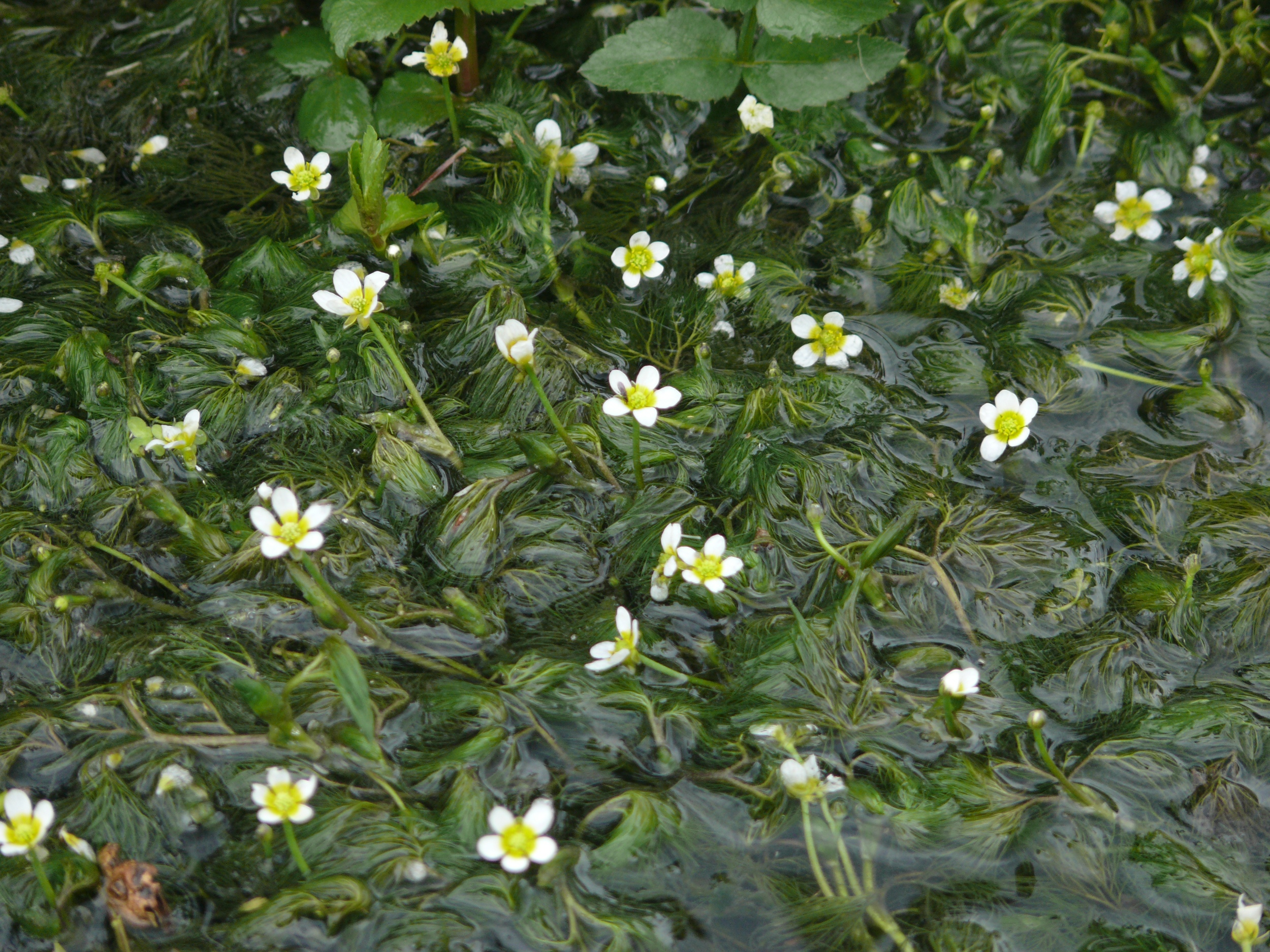
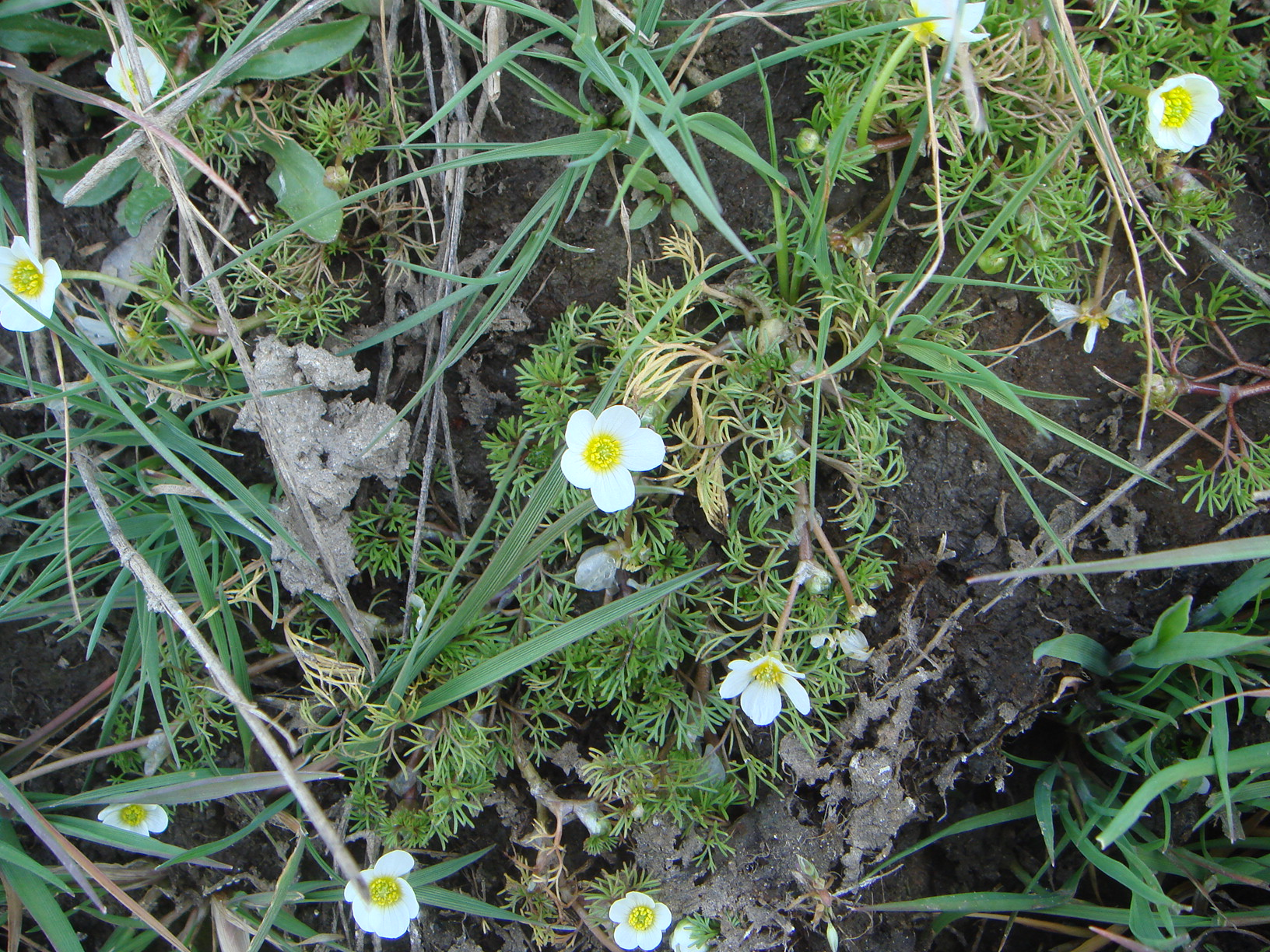